# Saulo Ramos

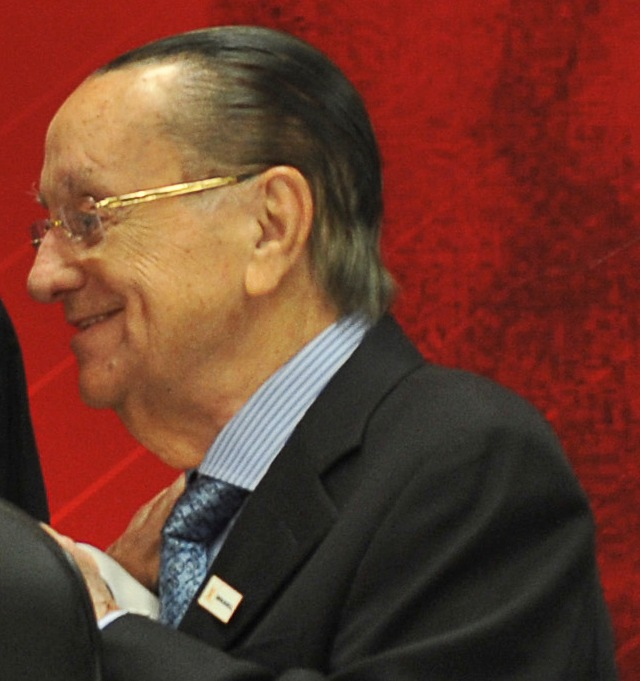
Saulo Ramos

José Saulo Pereira Ramos (* 8. Juni 1929 in Brodowski, São Paulo; † 28. April 2013 in Ribeirão Preto, São Paulo) war ein brasilianischer Jurist, Schriftsteller, Hochschullehrer und Politiker, der zwischen 1989 und 1990 Justizminister war.

## Leben
Nach dem Schulbesuch absolvierte Ramos ein Studium der Rechtswissenschaften und war danach zunächst als Rechtsanwalt in der Anwaltskanzlei von Vicente Rao tätig, wo er sich schwerpunktmäßig mit Familienrecht befasste. 1954 begann er eine Tätigkeit für die Sonntagszeitung Semanascópio, für die er unter seinem Vornamen „José“ eine Kolumne verfasste. 1956 gehörte er zu den Mitgründern der Academia Santista de Letras und war während der 1950er und 1960er Jahre Journalist bei der Tageszeitung Jornal A Tribuna. Er fungierte zwischen Januar und August 1961 als Rechtsberater von Präsident Jânio Quadros. Später übernahm er eine Professur für Rechtswissenschaften an der 1968 gegründeten Centro Universitário das Faculdades Metropolitanas Unidas (FMU) in São Paulo.
Im März 1985 wurde Ramos von Präsident José Sarney zu dessen obersten Rechtsberater ernannt, ehe er am 9. August 1989 als Nachfolger von Oscar Dias Correia Justizminister wurde. Diese Funktion bekleidete er bis zum Amtsantritt des neuen Präsidenten Fernando Collor de Mello am 15. März 1990 und der damit verbundenen Ernennung von José Bernardo Cabral zum neuen Justizminister. Während der Regierungszeit Sarneys förderte er insbesondere seinen Mitarbeiter Celso de Mello, der am 3. Juli 1989 Richter am Obersten Bundesgericht (Supremo Tribunal Federal) wurde und zwischen 1997 und 1999 dessen Präsident war.
1992 beauftragte ihn der Senat (Senado Federal) des Nationalkongresses mit der juristischen Durchführung des Amtsenthebungsverfahren gegen Präsident Collor de Mello.
2007 veröffentlichte er unter dem Titel O Código da Vida seine Memoiren.